# Classic Cola
Classic Cola è una bibita alla cola prodotta per conto della catena inglese di supermercati Sainsbury's. Venne lanciata nella metà degli anni novanta e nonostante non sia molto economica, rispetto soprattutto alle altre numerose cola alternative, si propone in competizione con le più famose e celebri Coca-Cola e Pepsi nei magazzini della catena. La filiale britannica della Coca-Cola lanciò una battaglia legale contro il marchio Classic Cola accusandola che il design della lattina era troppo simile a quello della multinazionale di Atlanta.
A tutt'oggi, Classic Cola esiste ancora e le vendite sono discrete, anche se non raggiungono quelle di Pepsi e Coca-Cola.